# Vladimir Petrović
Vladimir Petrović (* 1. července 1955, Bělehrad) byl jugoslávský fotbalista a srbský trenér.
Hrál záložníka, hlavně za CZ Bělehrad. Byl na MS 1974 a 1982.

## Hráčská kariéra
Hrál zako záložník za CZ Bělehrad a pak v cizině za Arsenal, Royal Antverpy, Brest, Standard Lutych a AS Nancy. S CZ Bělehrad vyhrál 4× jugoslávskou ligu a byl ve finále Poháru UEFA 1979.
Za Jugoslávii hrál 34 zápasů a dal 5 gólů. Byl na MS 1974 a 1982.

## Trenérská kariéra
Petrović trénoval několik klubů a reprezentací.

## Úspěchy

### Hráč
CZ Bělehrad
- Jugoslávská liga: 1972–73, 1976–77, 1979–80, 1980–81
- Jugoslávský pohár: 1981–82

Individuální
- Jugoslávský fotbalista roku: 1980

### Trenér
CZ Bělehrad
- Jugoslávský pohár: 1996–97

Ta-lien Š’-te
- Chinese Super League: 2005
- Chinese FA Cup: 2005

Srbsko a Černá Hora U21
- 2. místo na ME U21: 2004